# Cylindromyia rufifemur
Cylindromyia rufifemur är en tvåvingeart som beskrevs av Paramonov 1956. Cylindromyia rufifemur ingår i släktet Cylindromyia och familjen parasitflugor. Inga underarter finns listade i Catalogue of Life.